# Yes Day
Yes Day (titulada ¡Hoy sí! en Hispanoamérica y El día del sí en España) es una película de comedia estadounidense de 2021 dirigida por Miguel Artuaga, a partir de un guion y una historia en pantalla de Justin Malen. Está basada en el libro infantil homónimo de Amy Krouse Rosenthal y Tom Lichtenheld. Fue protagonizada por Jennifer Garner, Édgar Ramírez y Jenna Ortega. Fue estrenada el 12 de marzo de 2021 a través de Netflix.

## Argumento
Allison y Carlos Torres están casados y tienen tres hijos: Katie, Nando y Ellie. Cuando se conocieron, fueron aventureros y dijeron que sí a todo. Sin embargo, una vez que tuvieron a sus hijos, sintieron que debían decir no para protegerlos.
Una noche, son convocados a una conferencia de padres y maestros en la escuela donde descubren que Katie y Nando han presentado el trabajo escolar llamando a su madre dictadora. Allison expresa su frustración de que sus hijos la perciban de esta manera y le dice a Carlos que siente que él la hace jugar el papel de "policía mala" con sus hijos. El Sr. Deacon, un empleado de la escuela y padre, escucha y comparte con ellos que mantiene el orden en su casa al tener un 'Hoy Sí' de vez en cuando: un período de 24 horas en el que los padres no pueden decir que no, dentro de lo razonable. Carlos y Allison presentan la idea a los niños, diciéndoles que si no se meten en problemas, hacen sus quehaceres y mantienen altas sus calificaciones, pueden tener un día sí como recompensa. Katie hace una apuesta con Allison de que si su madre pasa el Hoy Sí, Katie irá al festival de música Fleekfest con su madre. Si no lo logra, a Katie se le permitirá ir con una amiga, Layla.
Los niños finalmente se las arreglan para ganarse un día sí y armar una lista de cinco actividades para el día. Primero, Ellie viste a sus padres con atuendos locos. Luego, van y piden un helado masivo de $ 40 que es gratis si pueden comerlo todo en 30 minutos.
Luego pasan por un lavado de automóviles con las ventanillas bajadas. Luego, van a una competencia de captura de la bandera, donde cada miembro de la familia lidera un grupo y el objetivo es que un equipo atrape a los demás, arrojando globos llenos de Kool-Aid a sus oponentes. Allison gana el juego para su equipo, impresionando a sus hijos. Carlos, sin embargo, se siente tentado a abandonar el Hoy Sí, pero finalmente decide que no puede soportar decepcionar a sus hijos.
El cuarto evento es un viaje a un parque temático, donde la familia se monta en montañas rusas. Cuando Katie se aleja, Allison ve mensajes de texto en el teléfono de su hija de Layla indicando que ella y Katie estarán con chicos mayores en Fleekfest. Allison le dice que la apuesta está cancelada y que irá al Fleekfest con ella, no con Layla. Herida, Katie se marcha furiosa.
En un intento por ganar un gorila rosa para Katie como disculpa, Allison y Carlos se pelean con otro asistente del parque y son arrestados. Los niños se escabullen. Katie va al Fleekfest con Layla, pero rápidamente se siente incómoda al estar sola con niños mayores y su amiga la abandona. Nando organiza una "fiesta nerd" en la casa como el gran evento final, pero rápidamente se sale de control cuando Ellie provoca accidentalmente una explosión de espuma con un catalizador dentro de la casa que estaba destinada al patio trasero.
Mientras tanto, el teléfono de Katie se apaga mientras intenta comunicarse con sus hermanos y entra en pánico. Con la ayuda de H.E.R., que se presentará en el evento, Allison encuentra a Katie y se reconcilian. H.E.R. se conmueve y los invita al escenario para una canción. Carlos llega a casa y finalmente se las arregla para ser disciplinado, lo que obliga a detener la fiesta y a los niños a ayudar con la limpieza. Cuando el día de sí llega a su fin, Ellie hace una última petición: Jugar en familia en una carpa en el patio trasero. Justo ahí, Allison pregunta a Nando si se deshizo del catalizador y le dice que lo vertió por el inodoro; cosa que ocasiona nuevamente una explosión de espuma.
En una escena de mitad de créditos, la familia Torres conduce a la casa del Sr. Deacon y lo arroja con globos de Kool-Aid, como venganza por haber sugerido el Hoy Sí en primer lugar.

## Elenco
- Jennifer Garner como Allison Torres
- Édgar Ramírez como Carlos Torres
- Jenna Ortega como Catalina "Katie" Torres
- Julian Lerner como Nando Torres
- Everly Carganilla como Ellie Torres
- Megan Stott como Layla
- June Diane Raphael como Aurora Peterson
- Nat Faxon como Mr.Deacon
- Leonardo Nam como el Sr. Chan
- Fortune Feimster como Jean el paramédico
- Hayden Szeto como el oficial Chang
- Greg Cromer como Fred Peterson
- Arturo Castro como el oficial Jones
- Molly Sims como ejecutiva de contratación
- H.E.R. como ella misma

## Producción
En septiembre de 2018, se anunció que Jennifer Garner se había unido al elenco de la película, con Miguel Arteta dirigiendo a partir de un guion de Justin Malen, con distribución de Netflix. En octubre de 2019, Jenna Ortega , Édgar Ramírez y Julian Lerner se unieron al elenco. En abril de 2020, Megan Stott anunció que también se había unido al elenco.
La fotografía principal comenzó en noviembre de 2019 en Los Ángeles.

## Crítica
El sitio web de agregador reseñas Rotten Tomatoes informa que el 38% de los 29 críticos le han dado a la película una crítica positiva, con una calificación promedio de 5.2 / 10. En Metacritic, la película tiene un puntaje promedio ponderado de 44 sobre 100 basado en 11 críticos, lo que indica "críticas mixtas o promedio".